# Femmes dans les littératures de l'imaginaire
En 1948, 10 à 15 % des auteurs de science-fiction sont des femmes ; le rôle des femmes dans les littératures de l'imaginaire (science-fiction incluse) a évolué depuis et, en 1999, 36 % des membres professionnels des Science Fiction and Fantasy Writers of America sont des femmes. Frankenstein ou le Prométhée moderne (1818) de Mary Shelley a été qualifié de premier roman de science-fiction, alors que les femmes avaient commencé à écrire des utopies bien avant. Par exemple, Margaret Cavendish a publié le premier roman utopique au XVIIe siècle, (The Blazing World). Les premiers romans de fantasy ont été écrits par et pour les deux genres. Cependant, les littératures de l'imaginaire, et surtout la science-fiction, sont traditionnellement considérées comme étant destinées à un public masculin.

## Auteurs
Dès ses origines, la science-fiction a la réputation d'être créée par des hommes pour d'autres hommes, même si le genre a connu des auteurs femmes dès ses débuts telles Clare Winger Harris et Gertrude Barrows Bennett. Jusqu'à la fin des années 1960, les femmes n'ont remporté aucun prix de science-fiction comme le prix Hugo. En 1966, le Analog Science Fiction and Fact All-Time Poll, ne liste aucun roman écrit par des femmes  et le Locus All-Time Favorite Authors Poll en 1973 se composait de plus de 90 % d'hommes. Des deux femmes présentes dans le Locus, une seule, Andre Norton, a été considérée comme étant « ambiguë au niveau du genre » par beaucoup de ses lecteurs. D'autres auteurs femmes de cette période, telles que Catherine Lucille Moore et Leigh Brackett, utilisaient également des noms ambigus voire masculins.  Les femmes qui publiaient sous leur propre nom, comme Zenna Henderson, écrivaient d'abord des textes plus « familiaux » destinés aux professeurs et aux mères. Katherine MacLean était une exception ; elle écrivait de la fiction à connotation sociologique et psychologique et utilisait rarement un nom d'homme, alors que Margaret St. Clair se servait à la fois d'un nom d'homme et de son propre nom ; ses écrits ne comportaient cependant jamais de trace d'un ton dit « familial ».
Eric Leif Davin affirme, dans Partners in Wonder, que la réputation « masculine » de la science-fiction est injustifiée et qu'il s'agissait d'un « lieu de refuge » pour les marginaux, ce qui inclut les femmes.  Davin signale que seul L. Taylor Hansen dissimulait son sexe à ses débuts et que C.L. Moore voulait cacher sa carrière d'auteur de science-fiction.
Les femmes auteurs constituaient une minorité ; durant les années 1950 et 1960, on a enregistré près de 1 000 histoires publiées dans des magazines de science-fiction écrites par plus de 200 femmes identifiées entre 1926 et 1960. Le travail des femmes écrivains représentait donc 10 à 15 % des contributions. Peu de gens partagent son opinion, « en contradiction avec la perception commune de la science-fiction ».
Cependant et de façon indiscutable, l'avènement de la seconde vague de féminisme dans les années 1960, allié au sentiment grandissant que la science-fiction est une littérature d'idées, a mené à une augmentation du nombre des auteurs femmes de science-fiction et certains ont vu cet afflux comme la première apparition des femmes dans le genre. 
Dans les années 1960 et 1970, des auteurs telles que Ursula K. Le Guin (qui débuta en 1963) et Joanna Russ (qui débuta en 1950), ont commencé à explorer de façon consciente les thèmes du féminisme dans des œuvres comme La Main gauche de la nuit et L'Autre Moitié de l'homme, créant sciemment une science-fiction féministe.
En 2014 Kameron Hurley remporte le prix Hugo pour l'essai We Have Always Fought: Challenging the Women, Cattle and Slaves Narrative initialement publié sur le blog Ink Dribble et par la suite dans le recueil d'essai The Geek Feminist Revolution,,,.
Dix femmes ont été obtenues le prix Damon-Knight Memorial Grand Master de la science-fiction par le Science Fiction and Fantasy Writers of America:
- Andre Norton (1983) ;
- Ursula K. Le Guin (2002) ;
- Anne McCaffrey (2004) ;
- Connie Willis (2011) ;
- C. J. Cherryh (2015) ;
- Jane Yolen (2016) ;
- Lois McMaster Bujold (2019) ;
- Nalo Hopkinson (2020) ;
- Mercedes Lackey (2021)
- Robin McKinley (2022).

Lors de la cérémonie des prix Hugo 2022, les catégories littéraires ont toutes été remportées par des femmes : Arkady Martine pour le prix Hugo du meilleur roman, Becky Chambers pour le prix Hugo du meilleur roman court, Suzanne Palmer (en) pour le prix Hugo de la meilleure nouvelle longue, Sarah Pinsker pour le prix Hugo de la meilleure nouvelle courte, Seanan McGuire pour le prix Hugo de la meilleure série littéraire, Charlie Jane Anders pour le prix Hugo du meilleur livre non-fictif ou apparenté, N. K. Jemisin pour le prix Hugo de la meilleure histoire graphique, Naomi Novik pour le prix Lodestar du meilleur livre pour jeunes adultes et Shelley Parker-Chan pour le prix Astounding du meilleur nouvel écrivain.

### Les prix Nebula remportés par des femmes
| Date | Catégories                              | Œuvres | Auteurs                                                   |
| ---- | --------------------------------------- | --- | --------------------------------------------------------- |
| 2022 | Roman                                   | Babel | R. F. Kuang                                               |
| 2022 | Roman court                             | Even Though I Knew the End | C. L. Polk (en)                                           |
| 2022 | Nouvelle courte                         | Rabbit Test | Samantha Mills                                            |
| 2022 | Prix Andre-Norton                       | Ruby Finley vs. the Interstellar Invasion | K. Tempest Bradford (en)                                  |
| 2022 | Prix Solstice                           | | Cerece Rennie Murphy                                      |
| 2022 | Prix Damon-Knight Memorial Grand Master | | Robin McKinley                                            |
| 2022 | Prix Infinity                           | | Octavia E. Butler                                         |
| 2021 | Nouvelle courte                         | Where Oaken Hearts Do Gather | Sarah Pinsker                                             |
| 2021 | Prix Andre-Norton                       | A Snake Falls to Earth | Darcie Little Badger                                      |
| 2021 | Prix Solstice                           | | Petra Mayer (en)                                          |
| 2021 | Prix Damon-Knight Memorial Grand Master | | Mercedes Lackey                                           |
| 2020 | Roman                                   | Effet de réseau | Martha Wells                                              |
| 2020 | Nouvelle longue                         | Deux vérités, un mensonge | Sarah Pinsker                                             |
| 2020 | Prix Andre-Norton                       | Guide pratique pour boulangère magique | T. Kingfisher                                             |
| 2020 | Prix Solstice                           | | Rachel Caine                                              |
| 2020 | Prix Damon-Knight Memorial Grand Master | | Mercedes Lackey                                           |
| 2019 | Roman                                   | A Song for a New Day | Sarah Pinsker                                             |
| 2019 | Roman court                             | Les Oiseaux du temps | Amal El-Mohtar et Max Gladstone                           |
| 2019 | Nouvelle longue                         | Carpe Glitter | Cat Rambo (en)                                            |
| 2019 | Nouvelle courte                         | Give the Family My Love | A. T. Greenblatt (en)                                     |
| 2019 | Prix Andre-Norton                       | Riverland | Fran Wilde (en)                                           |
| 2019 | Prix Damon-Knight Memorial Grand Master | | Lois McMaster Bujold                                      |
| 2018 | Roman                                   | Vers les étoiles | Mary Robinette Kowal                                      |
| 2018 | Roman court                             | The Tea Master and the Detective | Aliette de Bodard                                         |
| 2018 | Nouvelle longue                         | The Only Harmless Great Thing | Brooke Bolander (en)                                      |
| 2018 | Prix Andre-Norton                       | De sang et de rage | Tomi Adeyemi                                              |
| 2018 | Prix Solstice                           | | Nisi Shawl                                                |
| 2017 | Roman                                   | Les Cieux pétrifiés | N. K. Jemisin                                             |
| 2017 | Roman court                             | Défaillances systèmes | Martha Wells                                              |
| 2017 | Nouvelle longue                         | A Human Stain | Kelly Robson                                              |
| 2017 | Nouvelle courte                         | Welcome to Your Authentic Indian Experience™ | Rebecca Roanhorse                                         |
| 2017 | Prix Solstice                           | | Sheila Williams                                           |
| 2016 | Roman                                   | Tous les oiseaux du ciel | Charlie Jane Anders                                       |
| 2016 | Roman court                             | Les Portes perdues | Seanan McGuire                                            |
| 2016 | Nouvelle courte                         | Seasons of Glass and Iron | Amal El-Mohtar                                            |
| 2016 | Prix Solstice                           | | Peggy Rae Sapienza (en) (posthume) et Toni Weisskopf (en) |
| 2016 | Prix Damon-Knight Memorial Grand Master | | Jane Yolen                                                |
| 2015 | Roman                                   | Déracinée | Naomi Novik                                               |
| 2015 | Roman court                             | Binti | Nnedi Okorafor                                            |
| 2015 | Nouvelle longue                         | Our Lady of the Open Road | Sarah Pinsker                                             |
| 2015 | Nouvelle courte                         | Hungry Daughters of Starving Mothers | Alyssa Wong (en)                                          |
| 2015 | Prix Andre-Norton                       | Updraft | Fran Wilde (en)                                           |
| 2015 | Prix Damon-Knight Memorial Grand Master | | C. J. Cherryh                                             |
| 2014 | Roman court                             | Yesterday’s Kin | Nancy Kress                                               |
| 2014 | Nouvelle longue                         | A Guide to the Fruits of Hawai’i | Alaya Dawn Johnson                                        |
| 2014 | Nouvelle courte                         | Jackalope Wives | Ursula Vernon                                             |
| 2014 | Prix Andre-Norton                       | Love Is the Drug | Alaya Dawn Johnson                                        |
| 2014 | Prix Solstice                           | | Joanna Russ (posthume)                                    |
| 2013 | Prix Andre-Norton                       | Sister Mine | Nalo Hopkinson                                            |
| 2013 | Nouvelle courte                         | If You Were a Dinosaur, My Love | Rachel Swirsky (en)                                       |
| 2013 | Roman court                             | The Weight of the Sunrise | Vylar Kaftan (en)                                         |
| 2013 | Roman                                   | La Justice de l'ancillaire | Ann Leckie                                                |
| 2013 | Roman court                             | The Waiting Stars | Aliette de Bodard                                         |
| 2012 | Roman court                             | Après la chute | Nancy Kress                                               |
| 2012 | Nouvelle courte                         | Immersion | Aliette de Bodard                                         |
| 2011 | Roman                                   | Morwenna | Jo Walton                                                 |
| 2011 | Roman court                             | Un pont sur la brume | Kij Johnson                                               |
| 2011 | Prix Andre-Norton                       | Le Labyrinthe de la liberté | Delia Sherman                                             |
| 2011 | Prix Solstice                           | | Octavia Butler (posthume)                                 |
| 2011 | Prix Damon-Knight Memorial Grand Master | | Connie Willis                                             |
| 2010 | Roman                                   | Black-out / All Clear | Connie Willis                                             |
| 2010 | Roman court                             | The Lady Who Plucked Red Flowers Beneath the Queen’s Window | Rachel Swirsky (en)                                       |
| 2010 | Nouvelle courte                         | Poneys | Kij Johnson                                               |
| 2009 | Roman court                             | The Women of Nell Gwynne's | Kage Baker                                                |
| 2009 | Roman court                             | Masques | Eugie Foster                                              |
| 2008 | Nouvelle courte                         | Mêlée | Kij Johnson                                               |
| 2008 | Prix Andre-Norton                       | La Fille qui navigua autour de Féérie dans un bateau construit de ses propres mains | Catherynne M. Valente                                     |
| 2008 | Roman                                   | Pouvoirs | Ursula K. Le Guin                                         |
| 2008 | Roman court                             | The Spacetime Pool | Catherine Asaro                                           |
| 2008 | Prix Andre-Norton                       | Flora’s Dare: How a Girl of Spirit Gambles All to Expand Her Vocabulary, Confront a Bouncing Boy Terror, and Try to Save Califa from a Shaky Doom (Despite Being Confined to Her Room) | Ysabeau S. Wilce (en)                                     |
| 2008 | Auteur émérite                          | | M. J. Engh (en)                                           |
| 2008 | Prix Solstice                           | | Kate Wilhelm                                              |
| 2007 | Roman court                             | La Fontaine des âges | Nancy Kress                                               |
| 2007 | Nouvelle courte                         | Always | Karen Joy Fowler                                          |
| 2007 | Prix Andre-Norton                       | Harry Potter et les Reliques de la Mort | J. K. Rowling                                             |
| 2007 | Auteur émérite                          | | Ardath Mayhar (en)                                        |

## Fans
Les femmes sont actives au sein du Fandom de la science-fiction depuis des années et le dictionnaire Oxford de la science-fiction répertorie le néologisme « femfan » (quelquefois  « femme fan ») dès 1944. Leigh Brackett déclare à propos de l'histoire des femmes dans la SF : « Il y a toujours eu un certain nombre de fans et de lecteurs féminins ». Labalestier cite l'éditeur de Startling Stories, qui affirmait en 1953 : « Il y a dix ans  [i.e. 1943] les fans de science-fiction étaient pratiquement tous des hommes, aujourd'hui avec ou sans les avantages qu'engendrent les activités des fans, beaucoup de filles, de femmes au foyer et d'autres membres du sexe opposé sont calmement en train de lire de la science-fiction et commencent à ajouter leurs voix au chœur... Honnêtement, on ne s'était jamais attendu à une telle affluence de la part des femmes dans la science fiction » et Robert Silverberg considère presque certain « que la première apparition du prix des « Femmes dans la science-fiction » fera bientôt partie intégrante de ces conventions » comme cela s'est produit à la 10e World Science Fiction Convention en 1953,  qui a été également la première World Science Fiction Convention présidée par une femme, l'auteur Julian May.
Alors que le Fandom de la science-fiction a été un phénomène organisé pendant des décennies — précurseur des fandoms organisés autour d'autres genres et média — l'étude du fandom de la science fiction à l'intérieur des cultural Studies et  des études sur la science-fiction est relativement nouvelle. Par conséquent, les affirmations à propos de la prédominance des femmes au sein du fandom sont en grande partie anecdotiques et personnelles, voire quelquefois contradictoires. L'affirmation la plus connue reste celle qui déclare que c'est l'introduction de la série télévisée originale Star Trek qui a amené un grand nombre de femmes à entrer dans le fandom.  Cette affirmation est analysée de façon critique par Davin qui trouve son fondement peu convaincant et qui cite une longue liste de femmes impliquées au sein du fandom des décennies avant Star Trek. Larbalestier cite également des femmes actives dans le fandom de la science-fiction avant la fin des années 1960 et au début des années 1970.
Cependant, c'est dans les années 1970 que les femmes sont devenues plus distinctement présentes dans le fandom et plus organisées. Le mouvement  slash parmi les fans a commencé, pour autant que nous puissions en juger, avec la publication de la première histoire de Star Trek "Kirk/Spock" écrite par Diane Marchant et publiée dans  Grup" #3 en 1974. L'année 1974 a également été le témoin de la création de The Witch and the Chameleon, le premier fanzine de science-fiction explicitement féministe.  Le fanzine Khatru a publié un colloque en 1975 intitulé "Les Femmes dans la Science-Fiction" ("Women in Science Fiction") (James Tiptree, Jr était l'un des participants "masculins"). En 1976, Susan Wood a mis en place une commission sur "les femmes et la science-fiction" lors de la MidAmericon (la 34e World Science Fiction Convention), la Worldcon de 1976. Ce qui mena à la fondation de A Women's APA, la première association amateur journalistique de femmes. En 1976 également, la WisCon, la première convention, et premier colloque, féministe de science-fiction au monde, et pendant des années la seule, est fondée : un colloque annuel à Madison (Wisconsin). En revanche, grâce aux conclusions des débats du WisCon, des institutions tels que le prix James Tiptree, Jr. et le Broad Universe sont parvenues à soulever les questions du genre dans les littératures de l'imaginaire et les problèmes spécifiques aux femmes écrivains des littératures de l'imaginaire.  Certaines des personnes également impliquées dans la création du WisCon ont aussi fondé le fanzine féministe Janus, nommé trois fois pour le prix Hugo du meilleur fanzine (1978-1980).

## Les lectrices
La perception des littératures de l'imaginaire comme genre principalement masculin continue de se répandre. Comme l'intégration des femmes dans la science-fiction, et de façon plus large dans la fantasy, est devenue évidente, la spécificité de la perception a évolué. Par exemple, l'idée toujours largement affirmée que "la science-fiction et la fantasy sont des genres masculins" a été redéfinie par certains[évasif] afin de distinguer la science-fiction, considérée comme un genre attirant principalement les hommes, de la fantasy, généralement vue comme étant plus adaptée aux femmes (certains sous-genres, surtout la Fantasy urbaine dont les  protagonistes sont des femmes, et la romance paranormale, sont plus populaires chez les femmes que chez les hommes).
Pour la réédition du roman La Captive du temps perdu de Vernor Vinge dans la collection Livre de Poche, Gérard Klein a rédigé une préface dans laquelle il évoque le « nombre peu élevé des femmes au sein du lectorat de la science-fiction » : pourquoi y a-t-il, manifestement, infiniment moins de lectrices que de lecteurs ? Il propose une réponse d'ordre psychanalytique : les femmes seraient plus tournées vers la réalité que les hommes (possibilité d'avoir des enfants, tâches ménagères, etc.), alors que les hommes seraient inconsciemment axés sur le « fantasme du pouvoir », thème amplement décliné par la science-fiction dans les récits de voyages temporels, de guerres stellaires, de pouvoirs surhumains, de mutants, etc.

## Le genre
«  [...] les pulps magazines de science-fiction et de fantasy visent principalement les garçons [...]. Les personnages féminins n'étaient inclus dans les histoires des pulps de science-fiction que de façon occasionnelle ; les longues explications des protagonistes hommes aux protagonistes femmes, dont le savoir est limité, révélaient les intrigues »
— Garber, Eric and Paleo, Lyn , "Preface" – Uranian worlds.
Le portait des femmes ou, plus largement, le portrait du genre dans la science-fiction, a beaucoup changé à travers l'histoire du genre. Certains auteurs et artistes ont défié les normes du genre de leurs sociétés dans leurs œuvres; mais tous ne l'ont pas fait. Parmi ceux qui ont défié les conceptions conventionnelles et les portraits des femmes, des hommes et de la sexualité, il y a eu des variations significatives.

## Influence des mouvements politiques
L'étude des femmes dans la science-fiction durant les dernières décennies du XXe siècle a été en partie conduite par les mouvements  féministes et les mouvements pour la libération homosexuelle, et a inclus les axes de ces nombreux mouvements interconnectés et qui se sont engendrés les uns les autres, telles que les études de genre et la théorie queer.
Dans les années 1970, un certain nombre d'évènements ont commencé à s'intéresser aux femmes dans le fandom ainsi qu'au sein de la science-fiction professionnelle, et en tant que personnages. En 1974, Pamela Sargent a publié une anthologie très influente intitulée : Femmes et Merveilles  sous-titrée dans la version originale : Science Fiction Stories by Women, About Women – (Histoires de science-fiction écrites par des femmes sur les femmes) -- la première d'un grand nombre d'anthologies à venir qui se concentrent sur les femmes et les règles du genre. De plus, un mouvement parmi les auteurs impliqués dans le féminisme et les rôles du genre apparaît, ce qui a mené à la création du sous-genre "science-fiction féministe". Ce mouvement inclut des auteurs tels que Joanna Russ avec L'Autre Moitié de l'homme en 1975, Samuel R. Delany avec Trouble on Triton: An Ambiguous Heterotopia en 1976, et Marge Piercy avec Une femme au bord du temps en 1976 également.
Les années 1970 ont également vu apparaître un retentissant mouvement de libération homosexuelle, qui a su imposer sa présence dans la science-fiction, grâce à des panels gay/lesbien et des amicales gay/lesbiens lors des conventions de science-fiction et  grâce à des articles dans les fanzines de science-fiction; grâce au thème gay/lesbien qui est de plus en plus présent dans la fiction en elle-même; grâce à la librairie gay/lesbienne "A Different Light", dont le nom est tiré du roman du même nom de Elizabeth A. Lynn,; et grâce à un intérêt grandissant pour les problèmes des LGBT dans les pages des publications féministes.
Kameron Hurley explore les thèmes de la violence et du genre dans une perspective LGBTIQ dans ses ouvrages, dont l'un, Les étoiles sont légion, est traduit en français,.